# Ташкулов, Акбар Джурабаевич
Ташкулов Акбар Джурабаевич (родился 21 сентября 1971 года в Джизакской области) — министр юстиции Республики Узбекистан, юрист, старший советник юстиции. 

## Карьера
В 1994 году окончил Ташкентский государственный юридический институт. Трудовую деятельность начал в 1994-1995 годах старшим консультантом международно-правового управления Министерства юстиции Республики Узбекистан.
В 1995 - 1997 годах - главный консультант отдела правовой экспертизы и подготовки проектов законодательных и нормативно-правовых документов Министерства юстиции Республики Узбекистан.
В 1997-2000 годах работал заведующим кафедрой.
2000-2002 годах начальник отдела классификации законодательства и правовой информации.
В 2002-2003 годах был начальником правового управления народного хозяйства.
В 2003-2005 годах работал начальником отдела правовой защиты иностранных инвестиций и предприятий с иностранными инвестициями.
В 2005-2013 годах работал начальником управления юстиции Сурхандарьинской области.
В 2013-2017 годах был начальником управления Сырдарьинской области.
Указом Президента Республики Узбекистан от 28 августа 2015 года Акбару Ташкулову присвоено почетное звание «Заслуженный юрист Республики Узбекистан».
Указом Президента Республики Узбекистан от 19 апреля 2017 года Акбар Ташкулов назначен заместителем министра юстиции.
Под руководством Акбара Ташкулова 24 января 2019 года Минюстом была зарегистрирована пятая политическая Экологическая партия Узбекистана.
Акбар Ташкулов был освобожден от должности заместителя министра юстиции 9 декабря 2021 года.
В июне 2021 года заместителем министра высшего и среднего специального образования по науке и инновациям был назначен бывший ректор Юридического университета Рахим Хакимов. Акбар Ташкулов назначен ректором Ташкентского государственного юридического университета 10 декабря 2021 года.
15 ноября 2022 года министр юстиции Русланбек Далетов назначен на должность советника президента по вопросам общественно-политического развития, а 16 ноября 2022 года назначен министром юстиции Республики Узбекистан.